# Allison Danger
Cathy Allison Corino (Winnipeg, Manitoba; 31 de marzo de 1977) es una luchadora profesional retirada y mánager de lucha libre canadiense, conocida por sus combates bajo el nombre Allison Danger.

## Carrera profesional

### Primeros años
El hermano mayor de Corino, Steve, también ha sido luchador profesional y, mientras trabajaba para Extreme Championship Wrestling (ECW), introdujo a su hermana en el vestuario de ECW. Corino se hizo amigo de Francine, una mánager de ECW, y en mayo de 2000 Francine y Corino asistieron juntos a un espectáculo de lucha libre de la IWA en Reading (Pensilvania). La esposa de The Sandman, exalumno de ECW, Lori Fullington (que normalmente le acompañaba en el ringside) no estaba disponible, por lo que The Sandman invitó a Corino a sustituirla. Corino aceptó a instancias de Francine y disfrutó tanto de la experiencia que volvió a trabajar para la misma empresa varias semanas después.
Al mes siguiente, se unió a la Independent Wrestling Federation (IWF) y comenzó a entrenar bajo las órdenes de Rapid Fire Maldonado y su hermano en la IWA Cruel School de Boyertown (Pensilvania). Corino adoptó el personaje de Allison Danger, una punk tatuada. Su primer combate fue un tag match mixto con Rapid Fire como compañera en Reading. Danger y Maldonado siguieron formando equipo, y el 24 de marzo de 2001, en Plainfield (Nueva Jersey), ganaron el IWF Tag Team Championships en un four way tag match. Después de que Maldonado sufriera una lesión, Biggie Biggs le sustituyó como compañero de Danger. Perdieron los títulos ante Hadrian y Damian Adams el 16 de septiembre de 2001, en West Orange (Nueva Jersey).
A lo largo de 2003 Danger trabajó para Jersey All Pro Wrestling y IWA Mid South. Entre julio y agosto de 2003 realizó una gira por Japón, sustituyendo a su amiga Lucy Furr.

### Ring of Honor
Danger se unió a Ring of Honor (ROH) como mánager de Christopher Street Connection. En el primer show recibió su primer y único golpe en la mesa a manos de Da Hit Squad. Después de que la Connection dejara ROH, se convirtió en la mánager de The Prophecy, un stable heel liderado por Christopher Daniels que se oponía al "Código de Honor" de ROH y que se enfrentaba a The Group, liderado por el hermano de Danger, Steve.
El 12 de junio de 2004, los miembros de The Prophecy, Dan Maff y B.J. Whitmer, se volvieron face, abandonando el nombre de The Prophecy y despidiendo a Danger como mánager. Comenzó a enemistarse con Maff y Whitmer, y puso una recompensa por sus cabezas el 24 de junio. Durante el resto de 2004 obstaculizó todas las acciones de sus antiguos clientes, costándoles repetidamente combates y utilizando su control de los contratos para reservarles combates físicamente agotadores. Sin embargo, a pesar de sus esfuerzos, Maff y Whitmer derrotaron a los Havana Pitbulls por el ROH World Tag Team Championship el 19 de febrero de 2005. Danger entonces se enfrentó brevemente con Daizee Haze antes de dejar ROH.
Danger regresó a ROH en Death before Dishonor III el 18 de junio de 2005, y aludió al regreso de Christopher Daniels a la promoción (Daniels fue retirado de todos los shows de ROH por Total Nonstop Action Wrestling en 2004 como resultado de la controversia con Rob Feinstein). Reformó su alianza con Daniels después de que éste regresara esa misma noche. Desde julio de 2005 hasta que Daniels dejó ROH en abril de 2007 fue su mánager. El mismo fin de semana que Daniels dejó ROH, Danger también se fue.

### Shimmer Women Athletes
Danger está muy involucrada en la gestión de la promoción de lucha profesional independiente del circuito femenino de Chicago (Illinois) Shimmer Women Athletes. Ha dirigido la promoción junto con Dave Prazak, además de ser una luchadora activa y comentarista en color de los DVD. Sus combates más destacados en Shimmer han sido contra Becky Lynch, Cindy Rogers y Portia Pérez.
En la grabación de Shimmer del 26 de abril, Danger sufrió una fractura de clavícula en los últimos momentos de un combate de equipo con Sara Del Rey contra Cheerleader Melissa y MsChif. Se perdió tres meses de acción en el ring, pero siguió asistiendo a los shows, comentando y haciendo de valet siempre que podía. Cuando recibió la autorización médica para volver a luchar, Danger anunció que estaba embarazada y que ella y su marido Ares estaban esperando su primer hijo en 2009.
Entabló otro gran combate contra Portia Pérez, de las NINJAs canadienses. Después de agravar su lesión en el hombro en el Volumen 20, hizo su regreso como parte del Volumen 24, donde perdió ante Pérez en un combate de Street Fight. Más tarde, como parte del Volumen 25, formó equipo con Daizee Haze, ganando un combate tag team contra las NINJAs canadienses después de su pin sobre Pérez. Tras perderse el Volumen 26, regresó con una victoria sobre la australiana Kellie Skater. Sin embargo, más tarde en la noche, como parte del Volumen 28, perdió contra Nicole Matthews después de que ésta golpeara a Danger con un cinturón. El 10 de abril de 2010, en las grabaciones del Volumen 30, Danger derrotó a Pérez en un combate de la última mujer en pie.
En las grabaciones del Volumen 37, Danger formó un tag team con Leva Bates conocido como Regeneración X, derrotando a Jamilia Craft y Mia Yim en su primer combate juntas. Más tarde, Danger tuvo su primer combate por el campeonato de Shimmer cuando ella y Bates desafiaron a Ayako Hamada y Ayumi Kurihara por el Shimmer Tag Team Championship en el Volumen 45. Sin embargo, no consiguieron ganar los títulos. En el Volumen 48, Regeneration X tuvo otra oportunidad de conseguir los títulos en un combate por equipos de eliminación a cuatro bandas, y en el Volumen 52 contra las NINJAs canadienses, anteriores rivales de Danger. Tampoco tuvieron éxito en estos combates.
El 9 de abril de 2013, Shimmer anunció que Danger se retiraría de la acción en el ring después de los eventos del fin de semana siguiente. Danger luchó su último partido el 14 de abril en el Volumen 57. Ella y Leva Bates derrotaron a Ayako Hamada y Cheerleader Melissa en un combate por equipos por decisión inversa, cuando Melissa se negó a soltar una llave de sumisión sobre Danger. Tras el combate, Danger reveló que había sufrido un derrame cerebral el mes de enero anterior, tras el cual se le detectaron lesiones en el cerebro; aunque éstas no ponían en peligro su vida, se vio obligada a poner fin a su carrera como luchadora.

### Otras promociones
A finales de 2009 Danger hizo su regreso para Jersey All Pro Wrestling en su división femenina. Al principio estaba programada para hacer un regreso contra Daizee Haze pero la atacó en el backstage haciendo que Daizee no pudiera competir. Fue sustituida por la "princesa portuguesa" Ariel (uno de los muchos nombres de Ana Rocha), pero Allison consiguió la victoria. El 9 de enero de 2010, Allison perdió contra Sassy Stephie pero después del combate la atacó brutalmente lesionándola también.
A mediados de 2011, Danger se unió a Adrenaline Unleashed Pro Wrestling en Las Vegas (Nevada) como instructora semanal de los entrenamientos femeninos, además de los entrenamientos de lucha libre para hombres, mujeres, adolescentes y del core. Hubo un combate muy memorable que Allison Danger tuvo con Allie Parker. Durante este combate, Allison llevaba sus características mallas de spandex. Su nombre "Danger" estaba impreso verticalmente en el lado izquierdo de sus mallas de spandex.

## Vida personal
Asistió a la Perkiomen Valley High School en Collegeville (Pensilvania), donde fue animadora y participó en hockey sobre hierba, softball y atletismo. Tras graduarse en el instituto, jugó al hockey sobre hielo durante dos años.
En 2008, Corino se casó con el luchador profesional suizo Marco Jaggi, conocido profesionalmente como Ares, y dio a luz a su primer hijo, una niña llamada Kendall Grace, en febrero de 2009.
En mayo de 2010, Corino lanzó su propio podcast en el sitio web de lucha femenina Diva Dirt. El programa también ha sido copresentado por su colega de Shimmer Women Athletes Amber Gertner, que aparece como entrevistadora en el backstage de la promoción.

## Campeonatos y logros
- Independent Wrestling Federation
  - IWF Tag Team Championship (1 vez) – con Rapid Fire Maldonado
- International Catch Wrestling Association
  - ICWA Ladies Championship (1 vez)[7]
- New Breed Wrestling Association
  - NBWA Women's Championship (1 vez)
- Pro Wrestling Illustrated
  - Posicionada en el n.º 21 del top 50 de luchadoras femeninas en el PWI Female 50 en 2008[8]
- Pro Wrestling WORLD-1
  - WORLD-1 Women's Championship (1 vez)[9]
- World Class Extreme Wrestling / ThunderGirls
  - WCEW/ThunderGirls Divas Championship (1 vez)
- World Association of Wrestling
  - WAWW World Championship (1 vez)[10]
- World Xtreme Wrestling
  - WXW Women's Tag Team Championship (1 vez) – con Alere Little Feather